# Söderfjärden
För andra betydelser, se Söderfjärden (olika betydelser).
Söderfjärden är en slätt i Vasa och Korsholms kommuner i Österbotten, Finland. Den ligger cirka 10 km söder om tätorten Vasa stad. Slätten är belägen i en minst 520 miljoner år gammal meteoritkrater (från sena Ediacara), tidigare en havsfjärd, senare våtmark och sedan 1920-talet omvandlad till åkermark genom Nordeuropas största torrläggningsprojekt.

## Geografi och geologi
Halva Söderfjärden är belägen inom Vasa stad (Sundom by), den andra halvan inom Korsholms kommun (Solf och Munsmo). Dessutom ligger ett mindre hörn i sydväst inom Malax kommun.
Kratern är ojämnt sexkantig, med en diameter om ungefär 6 km och ett maximalt djup om 300 meter. Låga randberg omger kratern, mest markerat på den norra sidan. Den är fylld med kambrisk sandsten, som enbart är synlig i den yttre ringen, och där ovanpå ett tjockt lerlager. Det finns även en upphöjning i centrum av kratern, men denna är begravd under jord.

Söderfjärdens runda form framträdde med tiden allt tydligare, på grund av den pågående landhöjningen. Olika teorier om ursprunget lades fram, och på 1960- och 1970-talen gissade man att området var en sammanstörtad vulkankrater (jämför bland annat kalderan vid Aso i södra Japan). Sommaren 1979 genomförde Åbo universitet borrningar ner till 347 meters djup. Borrkärnorna analyserades, och tillsammans med geofysiska mätresultat och fynd av flyttblock gjordes klart att Söderfjärden verkligen är resterna av ett meteoritnedslag.

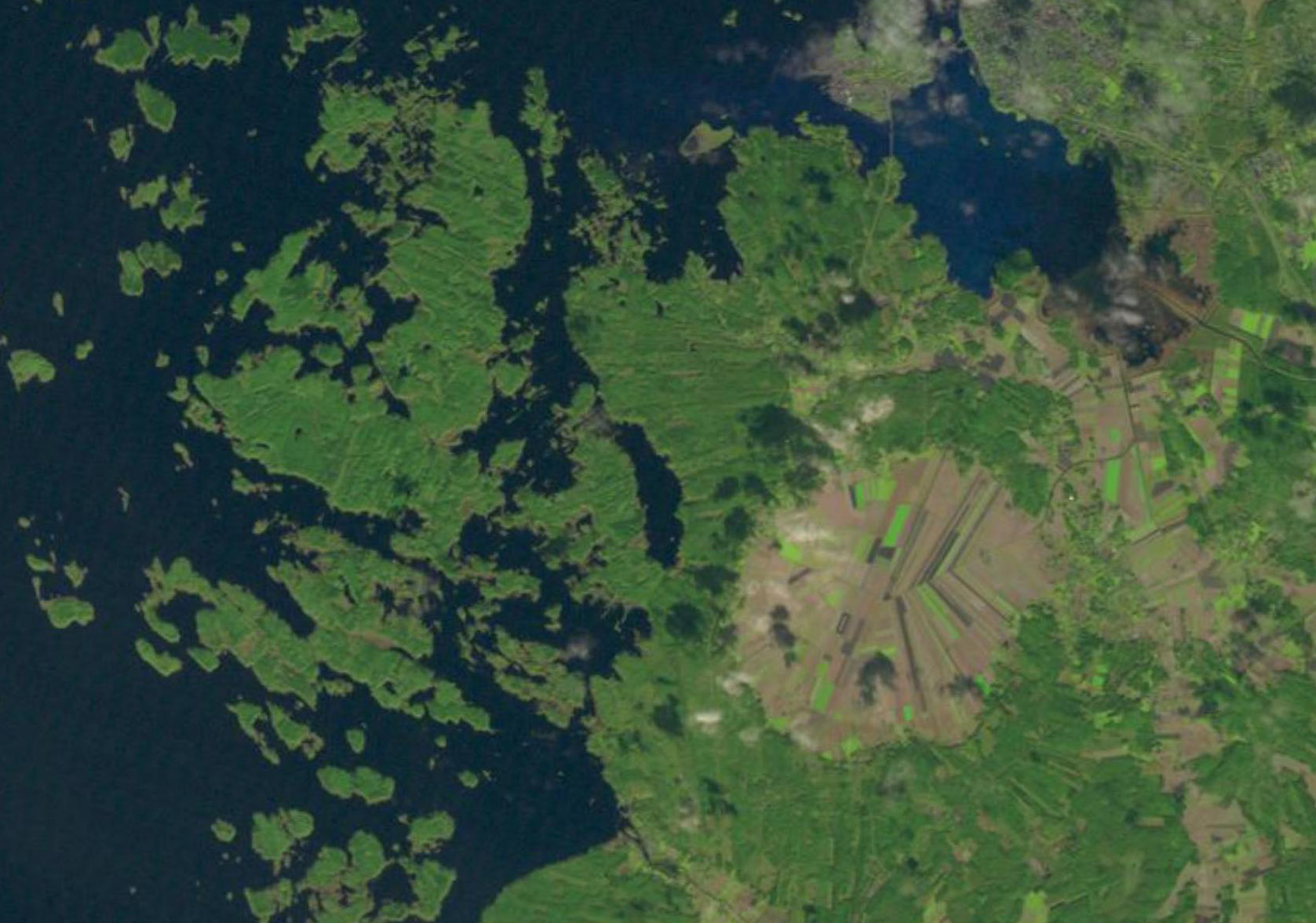
Söderfjärden syns som en platt cirkel av uppodlad mark i den omgivande skogen i detta satellitfotografi.

Söderfjärden ses som en av världens bäst bevarade meteoritkratrar, och den är den tydligast markerade sådana i Finland. I centrum av slätten finns sedan 2008 ett geologiskt besökscentrum med namnet Meteorian Söderfjärden.

## Historia

### Havsfjärd till våtmark
Området var tidigare en havsfjärd i kontakt med Bottniska viken. Arkeologiska utgrävningar har uppdagat ett järnålderstida fiskeläge i området, som för 2 000 år sedan låg ute i havsbandet.
Efter att ha stigit upp ur havet i samband med landhöjningen, omvandlades fjärden successivt till våtmark. Under medeltiden förekom notfiske i den då allt grundare fjärden, vilket successivt ersattes av odlingsmarker längs med fjärdens kanter. Så sent som på 1600-talet var vattendjupet på fjärden dock cirka 4 meter; de långgrunda sidorna gjorde dock vanligt fiske med nät från båt omöjligt. Istället brukades traditionellt en fiskemetod där 4–8 skinnbyxbeklädda fiskare från långt ute i vattnet drog så kallade "vatar" efter sig och in mot land. Fisken kunde då fångas i håv eller med bara händer.
Ända in på tidigt 1900-tal bärgades starr och sälting på strandängarna, för användning till kreatursfoder. De omfattande vassbältena nyttjades till taktäckning och fyllning i bolster.
Sunden ut till Bottniska viken ersattes successivt av Strömmen, "Riddardiket" och av dagens kanaliserade Munsmo å. Via Toby å leder denna ut till Södra Stadsfjärden (del av Kvarken).

### Torrläggning
I slutet på 1700-talet framkastades den första planen på att dika ut området, och 1777 etablerade de tre byarna Solf, Munsmo och Sundom en gemensam damm för att omvandla fjärd till åkermark. Reglerna omkring hur dammluckorna skulle skötas ledde dock till otaliga tvister mellan de olika byalagen i det länge helt oskiftade området. De allt större odlingsmarkerna ledde också till en mängd lador (för att härbärgera hö och annan skörd) ute på markerna.
Problem med återkommande översvämningar fortsatte dock, och sommartid låg stora delar av området under vatten. Detta försvårade både slåtter och vägtransporter runt om i Söderfjärden. Anläggandet på 1820-talet av det centrala dräneringsdiket – "Riddardiket" – avhjälpte endast delvis situationen.
Slutligen realiserades de mångåriga planerna på en torrläggning av Söderfjärden åren 1919–1927 – via det dittills största utdikningsprojektet i Nordeuropa. Genomförandet skedde trots olika meningar om behovet mellan de boende i de båda byarna Solf och Sundom, där jordbrukaren August Holmström från Sundom var en av de drivande. Motståndarna mot torrläggningen inkluderade de som ägnat sig åt ett givande fiske, inklusive i Strömmen och det senare Riddardiket. Till slut beslöt sig förespråkarna för projektet att inleda torrläggningen, vilket ledde till bygget av en skyddsvall. Projektmotståndare från Solf sprängde 1923 skyddsvallen (med 500 hektar under vatten som följd), vilket förde det hela upp till Finlands riksdag. Där stiftades en "Lex Söderfjärden", för att projektets genomförande skulle kunna tryggas.

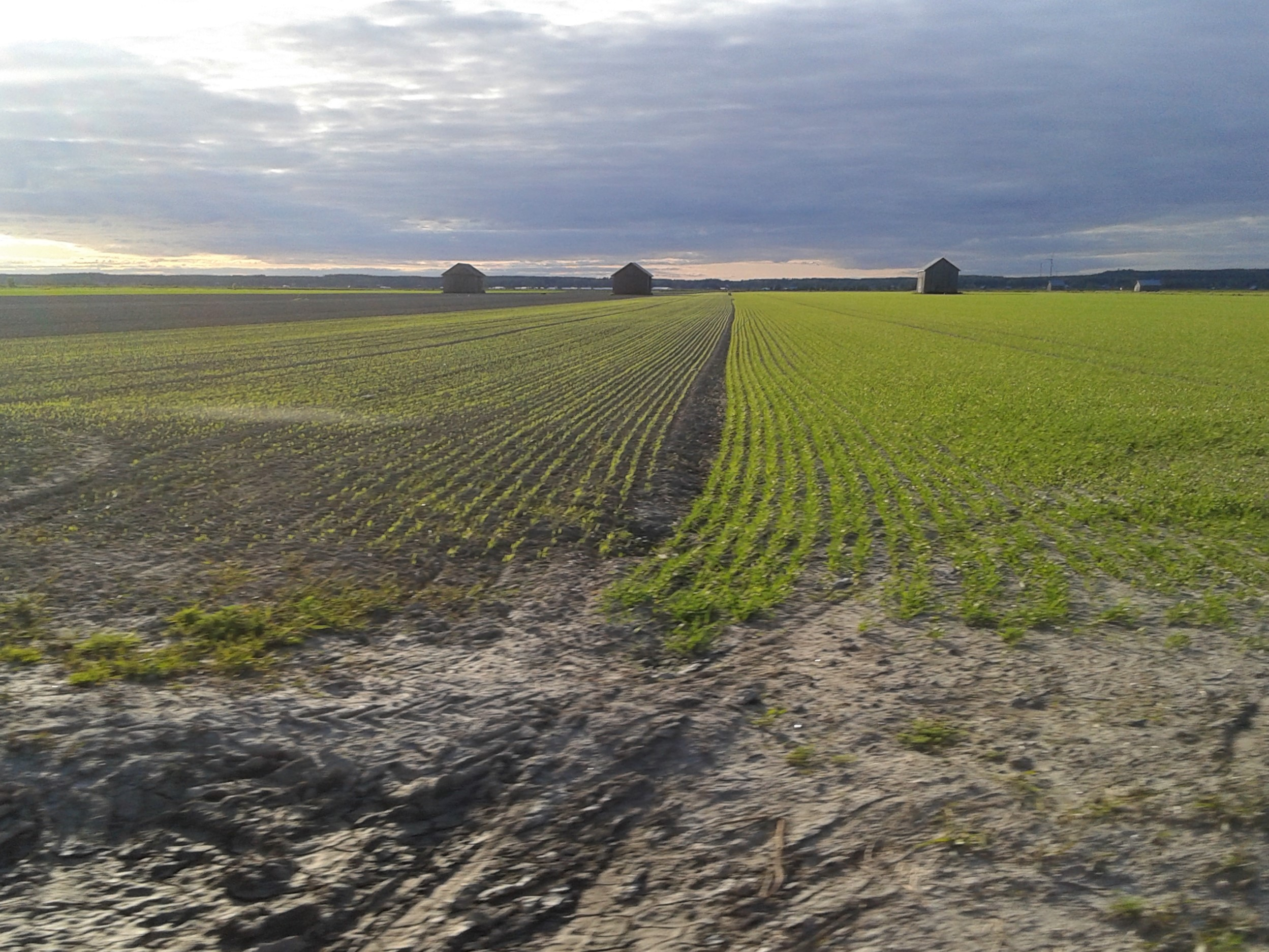
Vy över odlingsmarkerna, med ängslador, juni 2015.

Utdikningen skedde genom att Riddardiket gjordes djupare, samtidigt som flera kilometer med diken gräves för hand genom områdets styva lera. 1926 startades driften av pumpar för att torrlägga den forna havsfjärden, och ett år senare var våtmarkerna omvandlade till 1 430 hektar bördig jordbruksmark.

### Uppodling, förvaltning
Under de kommande decennierna plöjdes markerna upp, och antalet lador mångfaldigades. Så sent som på 1940-talet skedde nyodling av de lägst liggande delarna av slätten. Som mest fanns på 1940-talet cirka 3 000 lador, men på 2020-talet återstår endast ett fåtal av dessa (på grund av nya skördemetoder).

Idag är området uppodlat och klart synligt från luften som en stor, cirkelformad slätt med 2 300 hektar bördig odlingsmark. Där odlas bland annat sockerbetor och spannmål. Detta gör Söderfjärden unik bland de finländska nedslagskratrarna, vilka i övrigt åtminstone delvis ligger under vatten.
Vid Munsmo å i nordöst finns en pumpstation, för att vidmakthålla dräneringen av slätten och motarbeta översvämningar av det flacka, randbergsomgivna området som fortfarande delvis ligger under havets yta. Även andra flacka odlingsmarker i området ligger under havsnivån, vilket lett till bygget av skyddsvallar och pumpstationer. Ett nyare pumphus anlades 1964 invid det gamla, som därefter fungerar som museum.

## Naturliv
Viss våtmark finns kvar i området, som är en viktig rastplats för flyttfåglar. I slutet av 1990-talet genomfördes en miljöbefrämjande, reglerad täckdikning, vilket även skulle gynna naturlivet.
Invid besökscentrumet finns ett fågeltorn, varifrån man bland annat kan se tranor under vår- och höstflyttningen. Dagsrekordet för antalet räknade hösttranor noterades 16 september 2019, med totalt 10 126 tranor. Totalt beräknas cirka 20 000 tranor passera Söderfjärden under var och en av de båda årliga flyttningarna, vilket gör Söderfjärden till den viktigaste rastplatsen för tranor i landet.
Söderfjärden är en Natura 2000-klassad plats. Balansen mellan natur och kultur – tusentals tranor kan äta en hel del säd – har lett till försök med särskilda "viltåkrar", åkrar som lämnats till vildfåglar att hämta mat från.

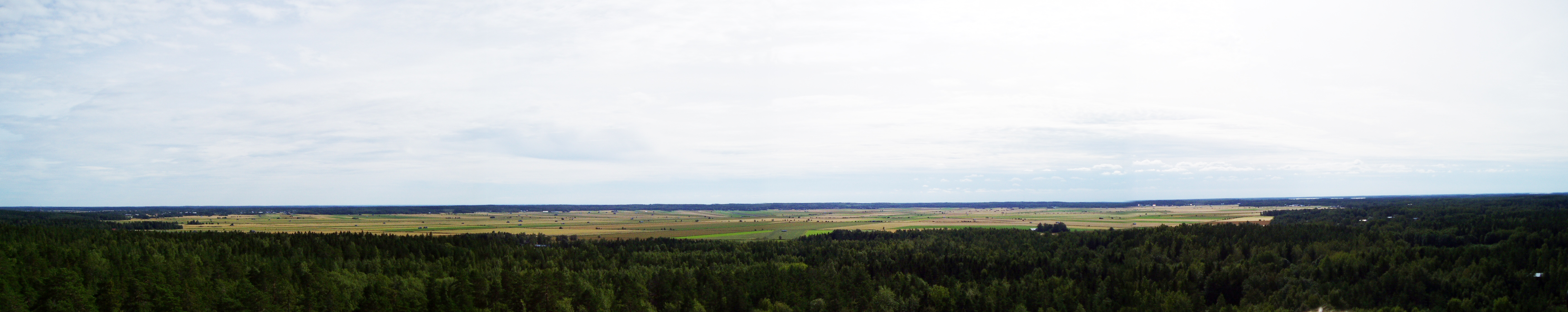
Vy över Söderfjärden, maj 2005.